# Bruno Ganem
Bruno Arevalo Ganem, (São Paulo, 15 de setembro de 1986), mais conhecido como Bruno Ganem,  é um engenheiro e político brasileiro, filiado ao Podemos (PODE).
Atualmente exerce o cargo de deputado federal pelo estado de São Paulo
Foi Eleito em 2022 ao cargo de deputado federal com 141.595 votos.

## Biografia
Começou cedo na vida política. Em 2008 foi eleito vereador em Indaiatuba aos 22 anos, pelo Partido Verde (PV) com 1.088 votos. Em 2012, foi reeleito.
Em 2016, participou das eleições municipais como candidato a prefeito de Indaiatuba, totalizando 51.358 votos, ficando em segundo colocado.  Em 2018, foi eleito deputado estadual com 106.203 votos para a 19ª legislatura (2019-2022).

### Deputado Estadual

#### Pedido de CPI
No primeiro dia de mandato como deputado estadual protocolou um pedido de CPI (Comissão Parlamentar de Inquérito) para apurar maus-tratos e irregularidades na venda de animais por canis, pet shops e estabelecimentos clandestinos em todo o estado de São Paulo.

#### PL dos Fogos de Artifício
Em 2021 foi sancionada a lei nº 17.389/2021, de autoria dos deputados Bruno Ganem e Maria Lúcia Amary, que proíbe a queima, soltura, comercialização, armazenamento e transporte de fogos de artifício e de artefato pirotécnico de estampido no estado. A lei se aplica a ambientes fechados, ambientes abertos, áreas públicas e locais privados. Apenas fogos que produzem efeitos visuais sem estampido podem ser utilizados e vendidos.

#### Lei 17.477/2021
Em dezembro de 2021 foi sancionada a Lei 17.477/2021, de autoria do deputado, que obriga os responsáveis por condomínios residenciais ou comerciais no Estado de São Paulo a comunicarem às autoridades policiais qualquer indício de violência e maus-tratos contra animais nas áreas comuns ou particulares. 

### Deputado Federal
Nas eleições de 2022 foi eleito Deputado Federal pelo Estado de São Paulo, totalizando 141.595 votos, defendendo a causa animal e as pessoas com Transtorno do Espectro Autista (TEA).